# Dacia
Дачија (рум. Dacia), званичан назив Automobile Dacia S.A., је румунски произвођач аутомобила, основана 1966. године уз помоћ Реноа. Од 1999. године је подружница француског произвођача аутомобила Рено.

## Историјат
Основана је 1966. године под именом Uzina de Autoturisme Pitești (UAP) (Фабрика Аутомобила Питешти). Главна фабрика је изграђена 1968. у месту Colibaşi (Колибаш), у данашњем Миовенију. Добила је лиценцу од Реноа за модел Рено 12. По лиценци производи и модификовану верзију Рено 8, познату као Дачија 1100, и ограничену верзију 1100S, са снажнијим мотором и мањим козметичким променама. Дачија 1300 се 1969. појављује на сајму аутомобила у Паризу и Букурешту. Почетком 1970. је на располагању било неколико верзија, стандардни 1300, 1300L и 1301 Lux Super, која је била резервисана за лидере комунистичке партије.
1973. године су се појавиле верзије 1300 Break, 1300F и 1300S - санитетско возило и пикап Дачија 1302 у 1975. године. Дачија је производила ограничени број модела D6, на бази модела Renault Estafette. Почетком 1980. година се такође у ограниченој количини производи верзија Рено 20, Дачија 2000. Овај модел је био доступан само у тамно плавој и црној боји и био је резервисан за елитне чланове комунистичке партије. На међународном салону аутомобила у Букурешту 1979. године, је представљена измењена верзија Дачија 1310. Промене су биле инспирисане новим стајлингом модела Рено.
1982. се на тржишту појавила Дачија 1310, у Великој Британији позната као Дачија Денем. Дизајнери фирме су стално представљали нове идеје, али су многе завршиле као прототипови. 1982. године представљена је Дачија 1302, а следиле су Дачија 1304 и Дачија 1305. Ови модели су били веома успешни на тржишту. 1984. су биле на располагању нове модификације. Модел Дачија 1320 CN1 компакт заснован на моделу Дачија 1310. Већину производње овог модела су поново резервисали истакнути представници комунистичке партије. Дачија 1300/1310 је постао најчешћи аутомобил у Румунији, сматра се "народни аутомобил Румунији", готово сви су га бар једном имали, тако да су биле честе домаће преправке и тјунинзи.
Модел 1320 се 1990. развио у модел Дачија 1325 Liberta, који се као пост-револуционарни модел производио до 1996. године. Аутомобили из периода од 1992. до 1994, су постали куриозитет, пошто произвођач покушава да произведе нове моделе са савременијим дизајном, али ти аутомобили и даље садрже елементе старе производње. 1994. је представљен нови модел Дачија нова, у верзији седан и компакт. Модел Нова је у потпуности био румунски. Овај модел није био превише популаран. 1998. године, на дан 30 година рада фабрике, Дачија је произвела аутомобил са серијским бројем 2.000.000.

### Рено групација
У септембру 1999. године, фирму Дачија купује Рено чиме расте дотадашња сарадња ова два произвођача аутомобила.
2000. године појављује се модел супернова, која замењује модел нову. Овај модел је имао потпуно исти изглед као и нова што упућује на сиромашне вештине у редизајнирању. Разлика у односу на Нову је Реноов 1.4 бензински мотор, који је био једини у понуди. Међутим, производња супернове је прекинута након 3 године и уведен је нови модел Дачија соленца. Производња је прекинута 2005. године.
После модела 1300 најуспешнији модел је Дачија логан, представљен августа 2004. Овај модел је постао један од најпродаванијих у централној и источној Европи и Русији. Логан се у неком земљама продаје под брендом Рено. Један је од најјефтинијих аутомобила у својој класи. Аутомобил је добио три звездице у Euro NCAP тесту безбедности. Дизел верзија се појавила 2005. године. 2006. је представљен прототип логана у верзији 4X4. Дачија логан се производио у верзијама комби, пикап и караван. 2008. године појављује се Дачија сандеро. 2009. је у Женеви представљен модел Дачија дастер. Од 2012. године се производе потпуно нови модели лоџи и докер. Дачија користи нове технологије и дистрибуциону мрежу фирме Рено.

## Модели

### Садашњи модели
- Дачија логан (2004–)
- Дачија сандеро (2008–)
- Дачија дастер (2010–)
- Дачија лоџи (2012–2022)
- Дачија докер (2012–2021)
- Jogger (2022–)
- Дачија спринг (2021–)

### Некадашњи модели
- Дачија 1100 (1968–1972)
- Дачија 1210 (заснована на верзији 1310)
- Дачија 1300 (1969–1984)
- Дачија 1310 (1984–2004;  Дачија Денем у Уједињеном Краљевству)
- Дачија 1301 (1970–1974) (Рено 12)
- Дачија 1302 (1975–1982)
- Дачија 1304 Pick Up (1984–2006)
- Дачија 1305 Drop Side (1985–2006)
- Дачија 1307 Double Cab (1992–2006)
- Дачија 1307 King Cab (1992–1999)
- Дачија 1309 (1992–1997)
- Дачија 1310/1410 Sport (1981–1992)
- Дачија 1410 (заснована на верзији 1310)
- Дачија 2000 (Рено 20)
- Дачија D6 (1975–1978)
- Дачија 500 Ласте (1988–1992)
- Дачија 1320 (1985–1989)
- Дачија либерта (1990–1996)
- Дачија нова (1996–2000)
- Дачија супернова (2000–2003)
- Дачија соленца (2003–2005)

## Награде
- 2005. – Дачија логан I, Аутобест године
- 2011. – Дачија дастер I, Аутобест године